# Habenaria superflua
Habenaria superflua är en orkidéart som beskrevs av Heinrich Gustav Reichenbach. Habenaria superflua ingår i släktet Habenaria och familjen orkidéer.
Artens utbredningsområde är Fiji. Inga underarter finns listade i Catalogue of Life.